# Glen Read
Glen Read (7 de abril de 1945) es un deportista australiano que compitió en vela en la clase Soling. Ganó una medalla de oro en el Campeonato Mundial de Soling de 1982.

## Palmarés internacional
| Campeonato Mundial | Campeonato Mundial | Campeonato Mundial | Campeonato Mundial |
| Año                | Lugar              | Medalla            | Clase              |
| ------------------ | ------------------ | ------------------ | ------------------ |
| 1982               | Perth (Australia)  | Medalla de oro     | Soling             |